# Mosaïque du seigneur Julius
Vous lisez un « article de qualité » labellisé en 2021.
La mosaïque du seigneur Julius, datée de la fin du IVe ou du début du Ve siècle, a été retrouvée sur le site archéologique de Carthage en 1920. Elle est actuellement conservée au musée national du Bardo dont elle constitue « l'une des pièces maîtresses » selon Mohamed Yacoub, historien de l'art tunisien et spécialiste de l'Antiquité et des mosaïques romaines.
L'œuvre, qui présente de manière très réaliste les activités d'un grand domaine agricole d'Afrique de l'Antiquité tardive, figure également le couple de propriétaires au milieu de personnes à leur service, ce qui en fait un témoignage précieux sur la vie sociale dans la région. La mosaïque montre un serviteur remettant à son destinataire une missive dont les premières lettres signifient « Au seigneur Julius ». Les lacunes de l'œuvre, peu importantes en dehors de quelques endroits n'en empêchent pas une compréhension globale. Elle constitue encore, un siècle après sa découverte, une source essentielle de connaissances sur le monde rural de l'Afrique romaine à la fin de l'Antiquité.

## Histoire

### Histoire antique

Plan des éléments divers du site archéologique de Carthage au début du XXIe siècle. Le monument à colonnes, près duquel a été trouvée la mosaïque, se trouve au numéro 8.

La mosaïque pavait une salle de réception à abside, d'une villa particulière située entre la colline de Byrsa et la colline dite de Junon, au sein du site archéologique de Carthage. Les salles à absides sont répandues dans l'Antiquité tardive, et sont destinées à contenir alors des banquettes courbes utilisées lors des réceptions. La mosaïque était destinée à être vue tant par le maître que par ses invités, ainsi que par les esclaves à son service.
Elle est datée de la fin du IVe et du début du Ve siècle, à la fin de la période dite de l'Afrique romaine au sens strict : le IVe siècle est marqué par de nombreux troubles liés à des révoltes et des usurpations, la fin du premier tiers du Ve siècle étant marquée par la conquête de l'Afrique par les Vandales qui y installent un royaume qui dure un siècle avant la reconquête par l'Empire romain d'Orient.

### Découverte

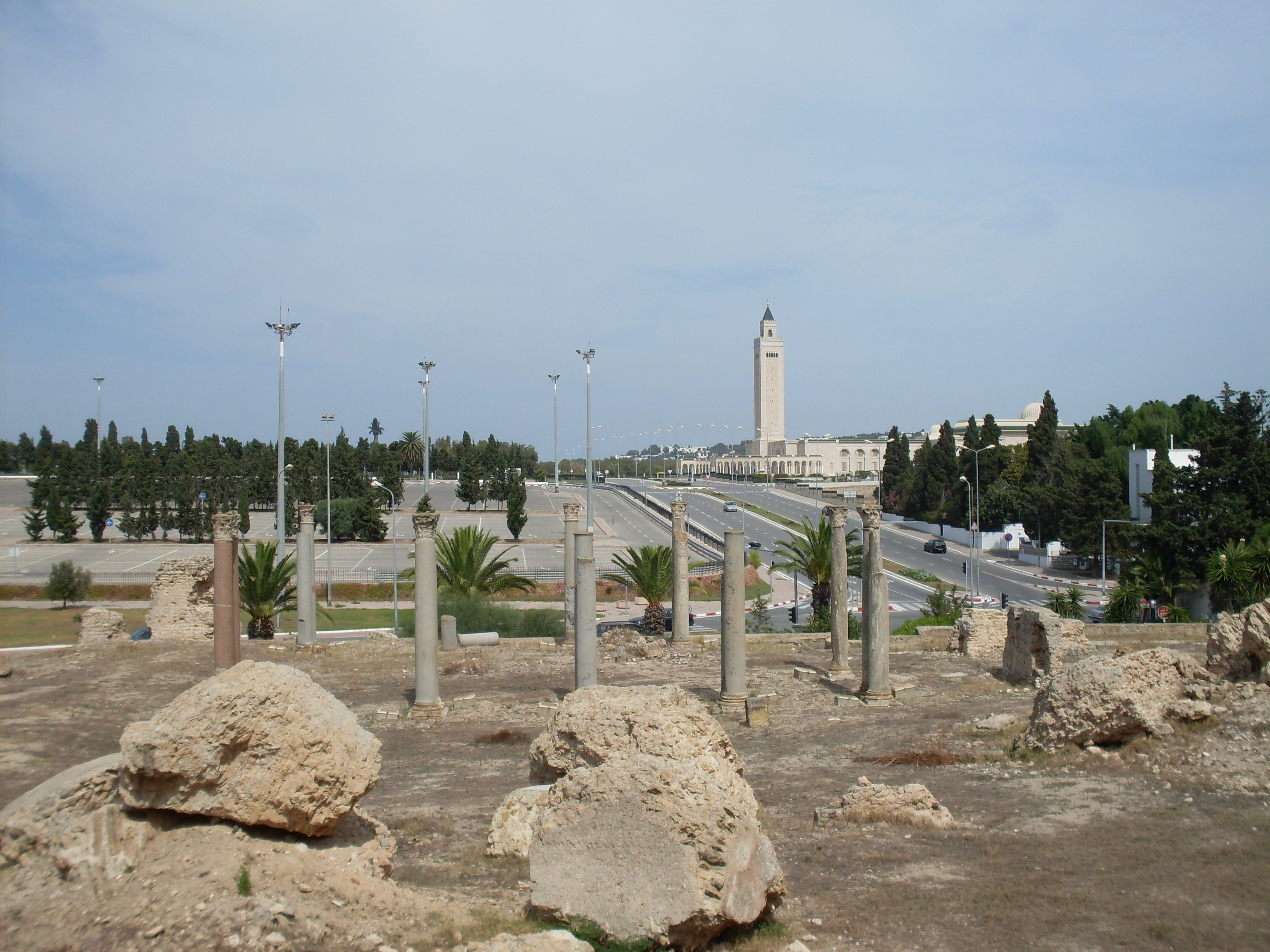
Vue générale de l'édifice à colonnes avec au fond le minaret de la mosquée Mâlik ibn Anas.

La mosaïque est découverte par le service des Antiquités de Tunisie au début de l'année 1920, sur le flanc nord de la colline de Byrsa et à proximité de la salle hypostyle dite édifice à colonnes dont l'interprétation pose encore question. La découverte est réalisée à 200 m au nord de la chapelle Saint-Louis de Carthage, à une profondeur de 3,60 m.
La mosaïque est en relatif bon état même si des lacunes sont présentes. L'édifice est pour sa part retrouvé très ruiné et son plan n'est pas relevé au moment des fouilles.
Alfred Merlin publie un travail sur la mosaïque dans le Bulletin archéologique du Comité des travaux historiques et scientifiques dès 1921 et considère dès cet instant l'artefact comme l'« un des plus importants de ceux qui ont été mis au jour dans la Régence ». La mosaïque est déposée au musée national du Bardo et certaines restaurations ont lieu, si l'on compare l'œuvre actuelle avec son état lors de la redécouverte.

## Description
L'œuvre mesure 4,50 m sur 5,50 m ou 4,50 m sur 5,65 m. Elle est retrouvée en relativement bon état et sans lacunes importantes.
Elle est organisée en trois registres superposés évoquant les distractions des propriétaires et les travaux du domaine : au centre se trouve la villa du maître, les scènes représentant les activités agricoles lors des différentes saisons de l'année occupent quant à elles les registres supérieur et inférieur. Aux angles sont présents des végétaux liés aux saisons : roses, olives, blé et raisin.

### Bordure et composition de la mosaïque
La bordure n'est pas conservée intégralement et mesure 0,46 m de large ; elle comprend une rangée de postes rouges et des rinceaux végétaux ou géométriques. Sur la bordure supérieure on trouve un buste féminin et, sur la bordure inférieure, un buste d'homme aux bras tendus.
Le registre supérieur est composé d'une seule scène autour d'un personnage féminin, le registre médian comporte une scène rompue par la présence de la maison, celui du dessous comporte deux scènes. Le mosaïste représente les scènes dans un ordre chronologique. L'artiste évite ainsi la monotonie par une composition ordonnancée autour du motif de la demeure. La mosaïque figure le maître du domaine et son épouse, ainsi que les personnes travaillant sur l'exploitation.
La mosaïque comporte deux représentations des personnages principaux, le couple de propriétaires : chacun est présent seul sur un registre et les deux figurent sur le dernier registre. La femme constitue l'axe du registre supérieur, les personnages du registre médian se répondent les uns les autres pour « échapper à une ennuyeuse monotonie » alors que le registre inférieur comporte essentiellement trois personnages. Autour de la villa se trouvent des scènes représentant les saisons. Selon Merlin, la composition est réussie, les 18 personnages sont placés « sans tomber dans de fastidieuses redites », ce qui témoigne du talent de l'artiste.

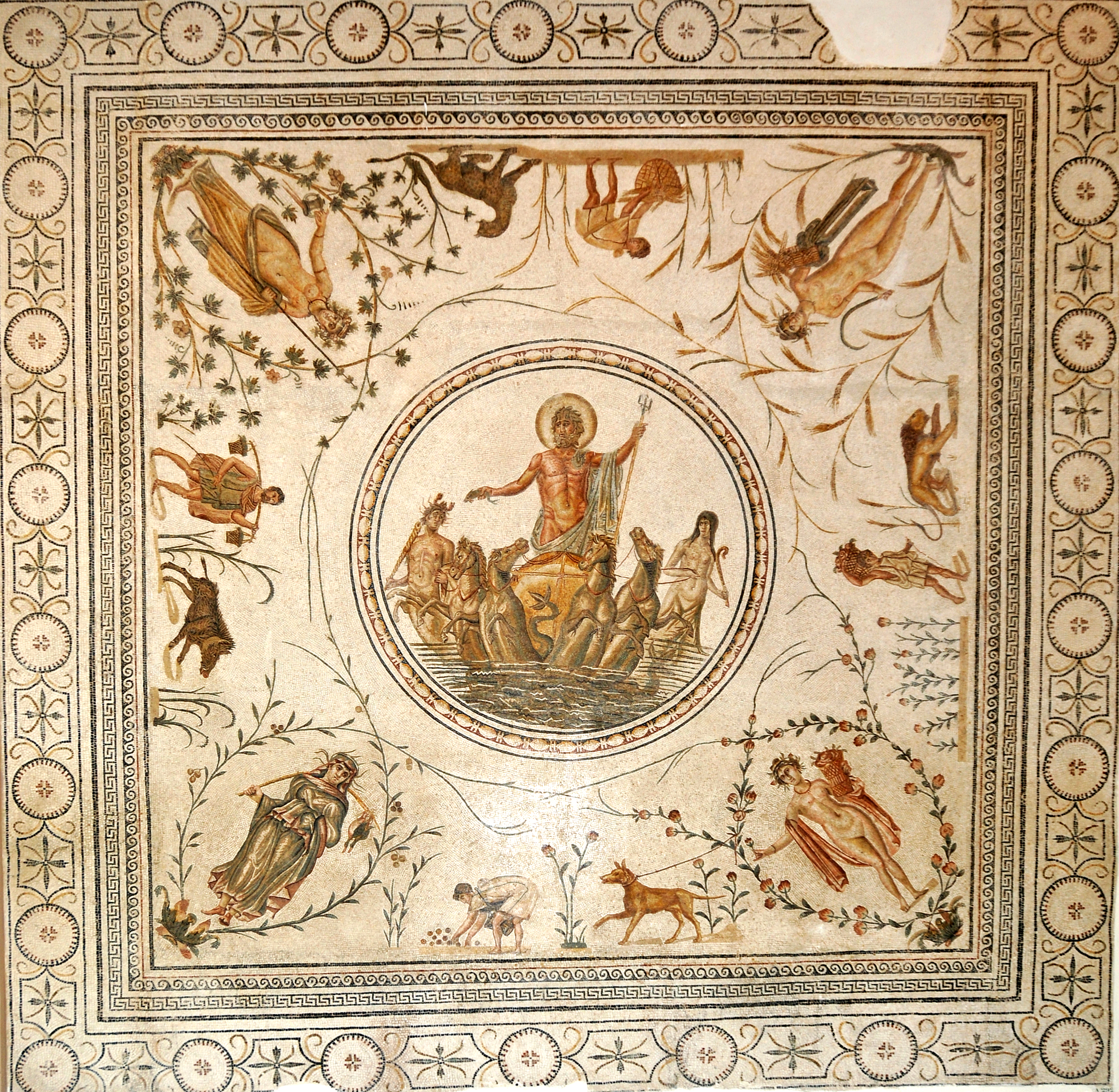
Vue générale de la mosaïque du triomphe de Neptune et les quatre Saisons de La Chebba.

L'artiste évoque les quatre saisons aux angles de l'œuvre sans avoir recours aux allégories et génies habituels. Les saisons sont une représentation très populaire dans divers domaines artistiques, et le plus populaire en mosaïque dans l'Afrique romaine. L'artiste manifeste ainsi « un intérêt particulier pour les occupations familières » et témoigne des tendances prises par les mosaïstes à partir du IIIe siècle, même si les scènes agricoles sont déjà présentes dans la mosaïque du triomphe de Neptune et les quatre Saisons de La Chebba datée pour sa part du IIe siècle. Cependant, l'évocation des saisons dans les angles de l'œuvre est faite dans ce cas précis par des figures féminines.

Détails de la mosaïque du triomphe de Neptune et les quatre Saisons de La Chebba.
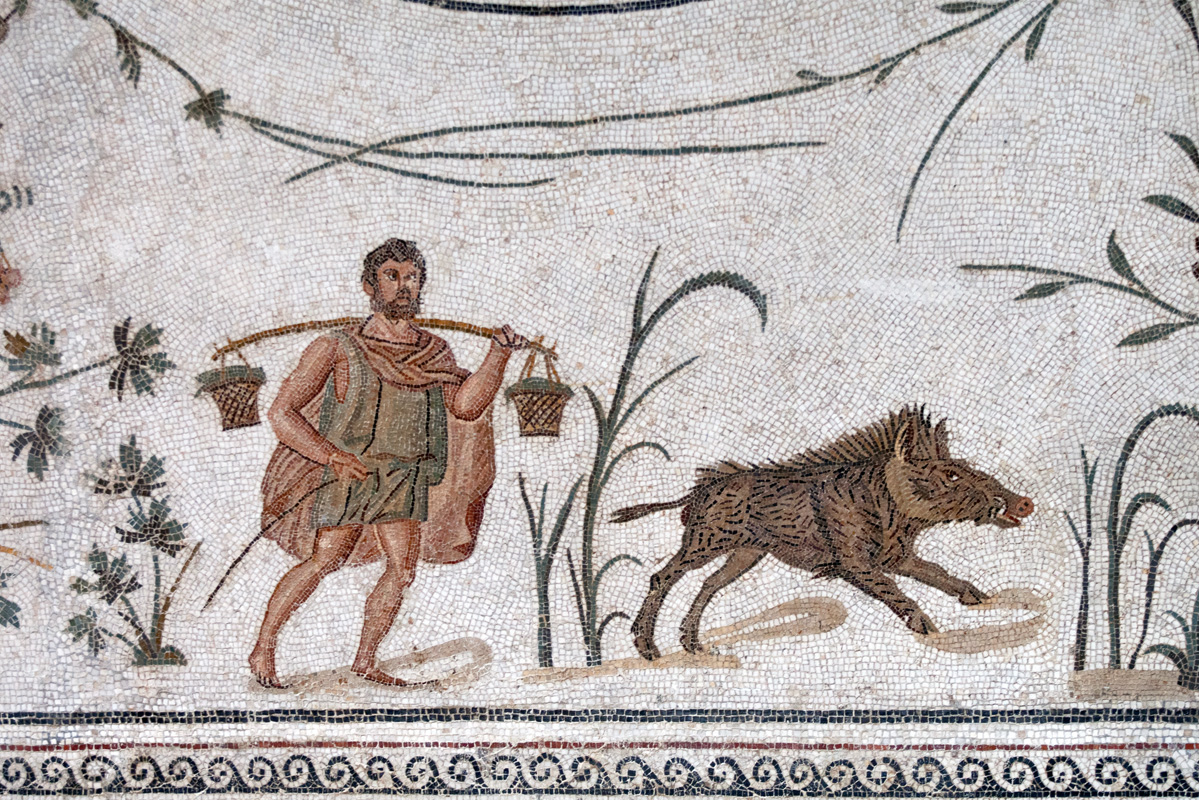
Scène automnale et sanglier.
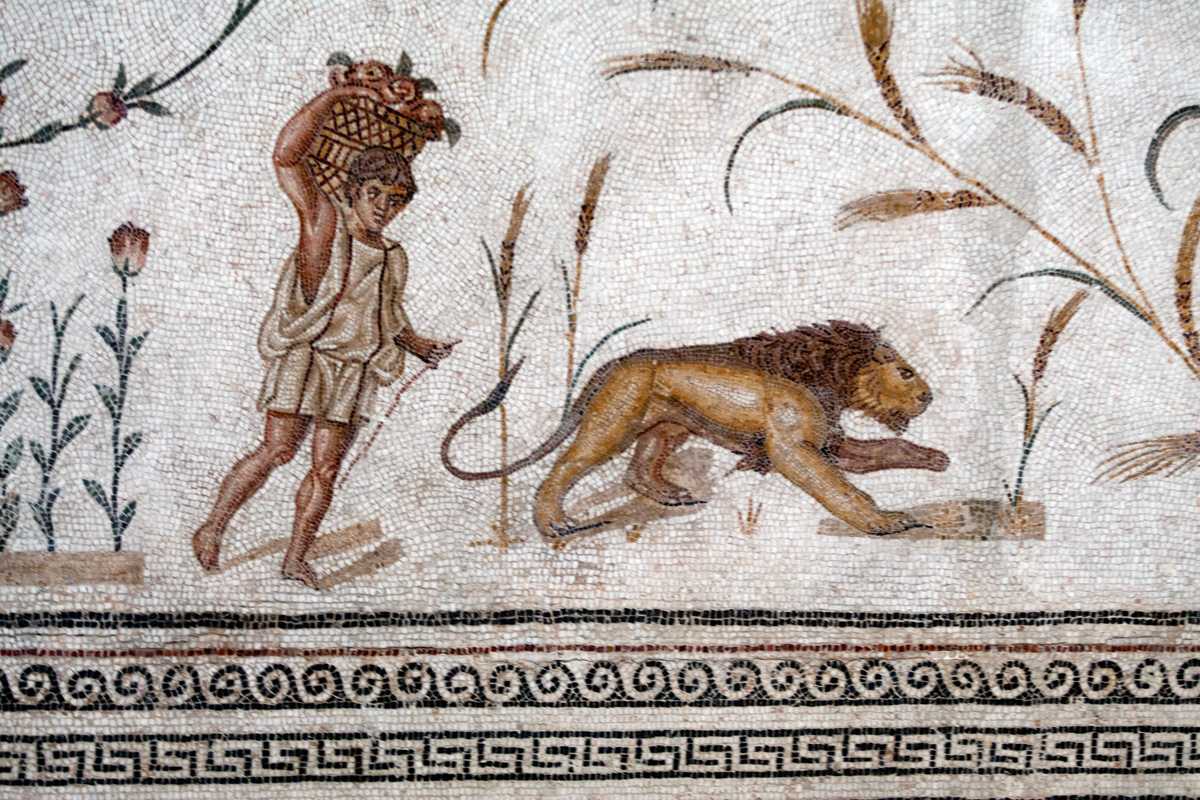
Scène printanière et lion.
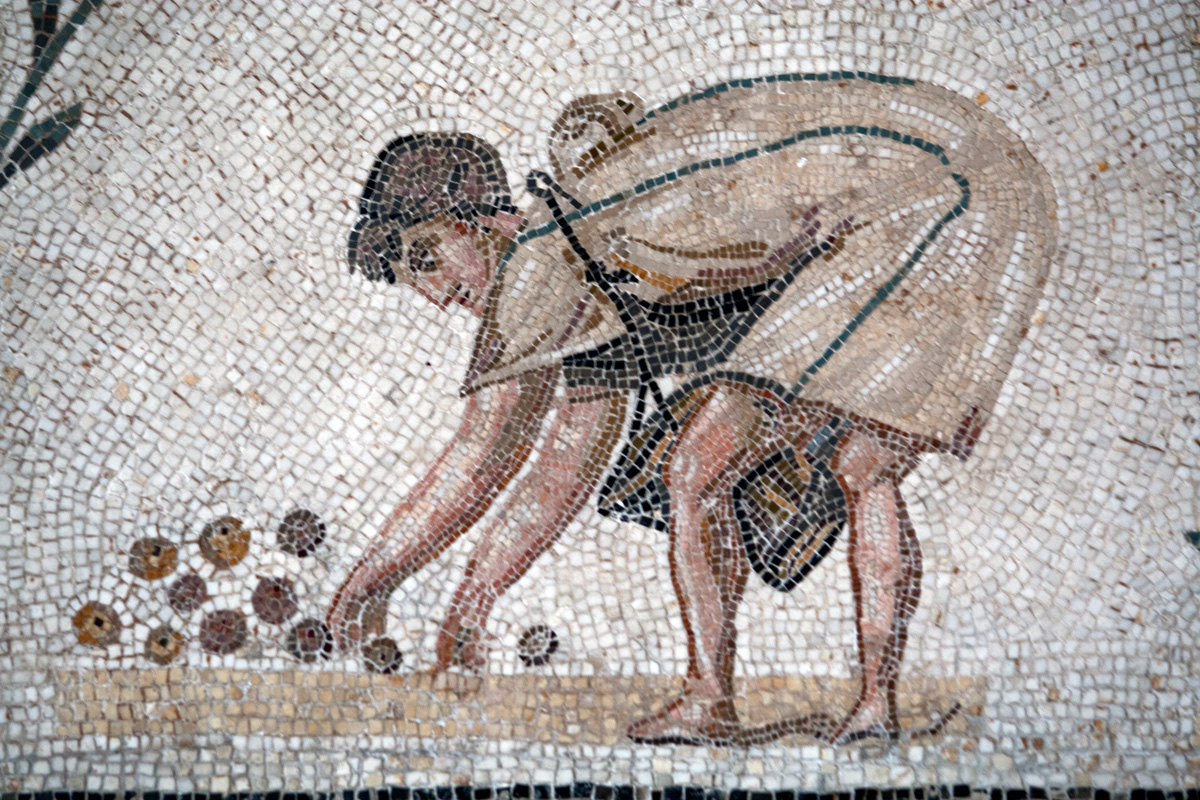
Scène hivernale.

L'artiste utilise la « perspective aplanie », « procédé permettant de montrer les faces normalement hors de vue d'un bâtiment en ramenant au premier plan un grand nombre d'éléments échelonnés en profondeur ». Ce mode est une « représentation synthétique » selon l'expression de Noël Duval. L'accumulation des éléments biaise l'interprétation initiale de la construction : les murs de clôture se distinguent des portiques, avec des éléments comme des thermes ou des « jardins de plaisance » dans le domaine, témoignant ainsi que « ces villas étaient largement ouvertes sur l'extérieur ».

### Registre supérieur

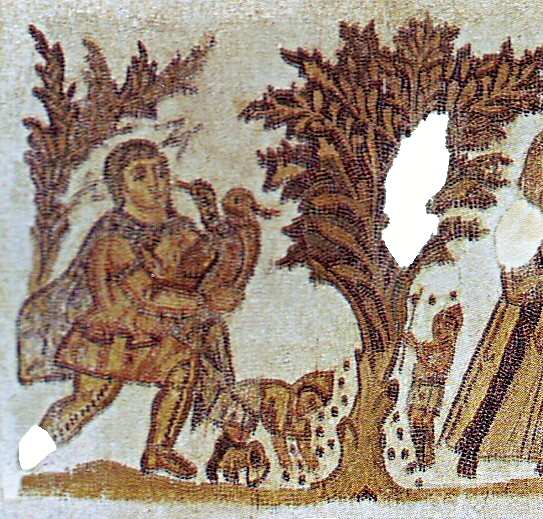
Détail gauche du registre supérieur : la chasse aux canards et la cueillette des olives.

Dans le registre supérieur, le tableau offre des « scènes champêtres » évoquant l'hiver et l'été,. Les scènes sont liées à une femme située au milieu du registre.
Sur la gauche, un domestique porte des volailles, sans doute des canards sauvages. Cette chasse est traditionnellement effectuée en hiver à l'époque romaine. La représentation classique de la chasse aux canards figure des volatiles suspendus à un bâton et non pas vivants dans les bras d'un personnage. Ce personnage porte une tunique courte rouge, un manteau vert-bleu et un bonnet plat qui conserve des feuillages, éléments d'un camouflage destinés à « mieux se dissimuler dans le marais et avoir plus de chances de surprendre les canards ». Une autre scène représente la cueillette des olives sur un vieil arbre par deux paysans ou enfants vêtus d'une tunique courte et d'un pantalon rouge, ainsi que de guêtres noires et d'une pèlerine : un des domestiques frappe l'olivier avec une gaule pour en faire tomber les fruits tandis qu'un autre les ramasse dans un panier en osier, bien que cette pratique soit déconseillée par les traités d'agronomie comme celui de Columelle car « elle détruit les jeunes pousses ». Une servante qui porte une robe à bandes rouges et noires porte un haut panier « rempli d'olives noires » selon Alfred Merlin et s'approche de la maîtresse qui occupe le centre du registre,. La représentation est endommagée.
La droite, qui figure des « occupations de l'été », possède quelques lacunes qui rendent plus difficile la description des scènes, en particulier « tout le milieu de la scène a disparu » : un domestique (peut-être un pâtre, « barbu, au visage rude » qui s'occupe de chèvres et de moutons) se verse à boire. Il est posé sur un tertre sous un arbre « chétif » et semble âgé. La représentation du berger est très endommagée ; il est vêtu d'une tunique rouge et un manteau est situé sur ses genoux. Un chien « à pelage roux » dort à ses pieds.
La représentation de la mise en pâture des ovins est associée de manière traditionnelle à l'été. Un mouton est en train de brouter sous un olivier, avec une chèvre située au-dessus de lui mais dont le motif est abîmé. On devine un mouton à grosse queue et une chèvre dont ne subsiste que l'arrière-train, les animaux étant tournés vers la gauche ; on devine également l'arrière d'un autre mouton tourné vers la droite, le paysan tondant peut-être un mouton.

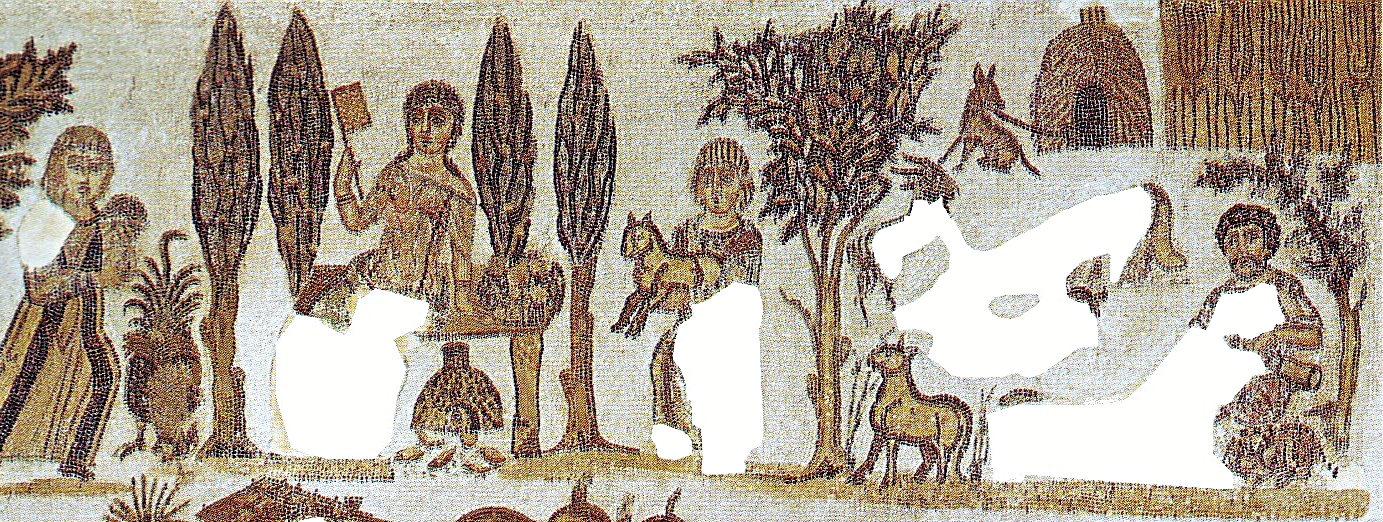
Femme du seigneur, un détail du registre supérieur.

Sur le haut est représentée une cabane, la hutte en chaume du berger, à laquelle est attaché un canidé brun. À l'extrême droite figure un champ de blé en train de mûrir. Une servante aux cheveux blonds vêtue d'une robe jaune et verte à bandes rouges, en grande partie détruite, présente un agneau nouveau-né au personnage central.
Au centre se trouve un personnage féminin, la femme du propriétaire selon la plupart des études, dont l'« attitude est nonchalante ». Située dans un bois ombragé de cyprès, elle est entourée de serviteurs portant des corbeilles de fleurs, « produits des terres du Seigneur Julius ». L'épouse du seigneur porte une « robe de gaze vert-bleu très souple et très légère », et deux bracelets d'or à chaque poignet. Sans jambe et coiffée d'une longue chevelure sur les épaules, elle est munie d'un éventail de paille. Une corbeille de fruits est posée près de la main gauche de la matrone et des poussins se trouvent à ses pieds, devant une mue qui abrite une poule, avec un coq à proximité « grattant la terre ». Aïcha Ben Abed considère pour sa part que la femme munie d'un éventail est le « Génie protecteur du domaine ». L'éventail ressemble à ceux présents encore de nos jours à Gabès,.

### Registre médian

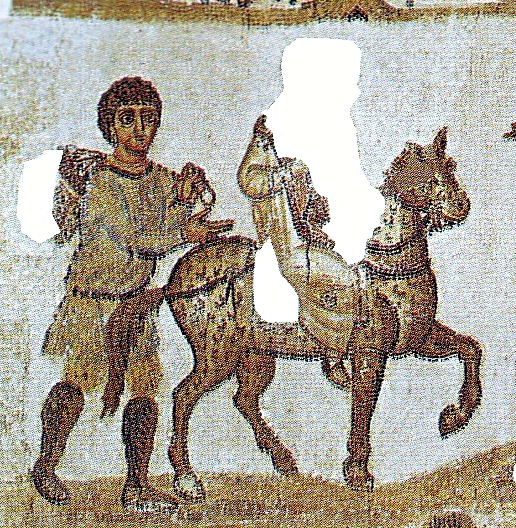
Détail de la mosaïque avec le maître suivi d'un serviteur.

À gauche, le propriétaire, dont la partie supérieure est abîmée, arrive sur « un bel étalon gris pommelé » suivi d'un valet. Le propriétaire est vêtu d'un manteau rouge, d'une tunique blanche, un « costume d'apparat », et le haut du corps ainsi que sa tête sont perdus. Le serviteur porte quant à lui un pantalon jaune et une tunique vert-bleu, et maintient un sac sur son épaule, peut-être de provisions. Il a la main tendue vers son maître, peut-être destinée à encourager le cheval. La tenue du maître, inadaptée pour la chasse, « convient à la dignité d'un grand seigneur ». Le maître est peut-être une représentation de l'arrivée du propriétaire sur son domaine, l'adventus domini. Le costume est peut-être également destiné à être relié à l'automne.

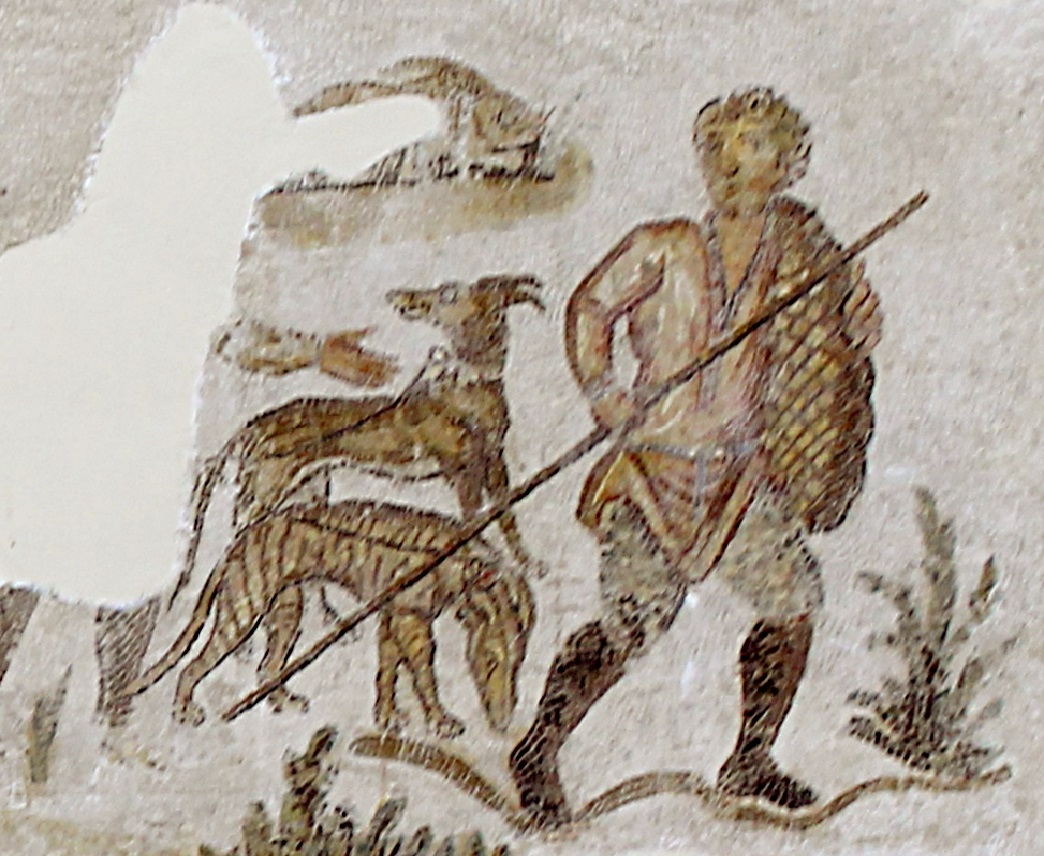
Détail de la scène du départ pour la chasse.

À droite, un départ pour la chasse est représenté, avec deux personnages dont l'un est abîmé, devant lesquels se trouve une plante. Il est accompagné de chiens et d'un domestique. Le rabatteur porte la « tenue habituelle des chasseurs » — un pantalon vert et une tunique courte brun-rouge — et un filet destiné à piéger le gibier après l'avoir rabattu. Dans la main droite, il porte une fourche ou un javelot. La représentation du domestique chargé de s'occuper de deux lévriers est très endommagée car ne subsistent que les pieds et un avant-bras : l'un des chiens regarde vers l'arrière pour chercher un encouragement de la part du valet alors que l'autre flaire le sol. Un lièvre, dissimulé par un buisson, est conservé partiellement au-dessus de l'un des chiens.
La maison est toujours le point de départ de la chasse dans les mosaïques. Le bâtiment, qui a un aspect massif avec peu d'ouvertures,, est fortifié avec un rez-de-chaussée dépourvu de fenêtres et possède deux tours d'angle carrées avec un toit de tuiles. La bâtisse, du type de la villa à tour retrouvé en de nombreux exemplaires, est réalisée en pierre de taille,.

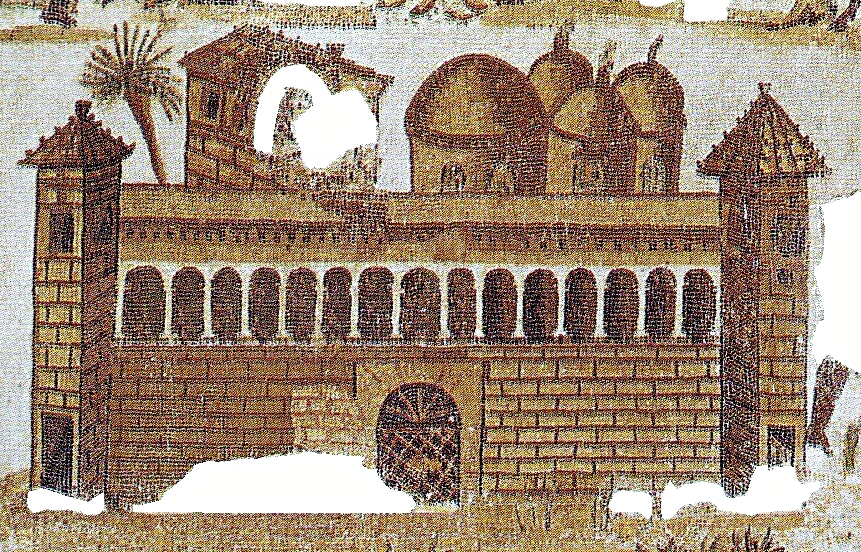
Détail de la représentation de la villa.

L'édifice comporte deux étages selon Mohamed Yacoub et les tours, au toit de tuiles, sont munies d'une porte au niveau inférieur et d'une fenêtre « ressemblant [...] à une meurtrière ». Les tours permettent de surveiller les alentours. Derrière la villa se trouvent quatre coupoles, dont l'une est plus grande que les trois autres qui laissent échapper de la fumée ; ces éléments évoquent des thermes privés « voisins de l'habitation du maître » mais éloignés pour limiter les risques d'incendies. Au rez-de-chaussée, l'édifice possède une porte cochère qui possède des barreaux de bronze. Les murs de l'édifice portent un enduit.
La taille de la bâtisse, un « imposant château » comporte une galerie au premier étage ou au rez-de-chaussée, une loggia de quinze arcades et des coupoles. Les éléments de la loggia sont en marbre ou pierre blanche, cette galerie a comme but de donner aux occupants de la demeure « une fraîcheur vivifiante ».
La maison représentée au centre de la composition évoque la concentration du pouvoir économique dans les mains d'un petit nombre de propriétaires terriens dans l'Antiquité tardive. L'édifice est fortifié « pour prévenir les méfaits des rôdeurs et des circoncellions » selon Alfred Merlin mais cette interprétation doit cependant être revue à la suite de la mise en évidence de la technique des mosaïstes. Les circoncellions étaient des ouvriers agricoles pillards ou donatistes parfois d'origine berbère qui dévastaient les campagnes.
L'édifice possédait une terrasse et on aperçoit un palmier au-dessus de l'édifice, « image du parc qui s'étend par derrière ». Un autre bâtiment pourvu d'un toit de tuiles est présent à l'arrière-plan, peut-être une écurie ou une salle d'apparat, en tout cas l'« un des pavillons du corps de logis ». Cet élément est peut-être un œcus.

### Registre inférieur
Ce registre est partagé en deux scènes : l'une autour de la propriétaire et l'autre autour du seigneur Julius. Les scènes évoquent le printemps et l'automne,.

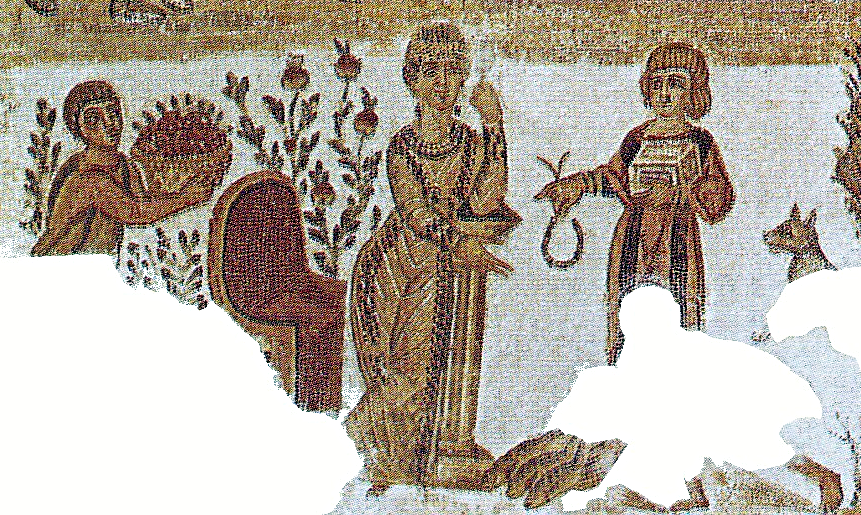
Détail du registre inférieur avec la maîtresse du domaine.

La scène du printemps, « saison des fleurs » se passe « dans un jardin planté de rosiers en fleurs »,. Le domestique pourvu d'un bonnet plat et vêtu d'une tunique jaune porte un panier rempli de fleurs ou de fruits avec à l'arrière-plan des arbres fruitiers. Les roses servaient peut-être, outre l'agrément, à la fabrication de parfums au sein du domaine. Le serviteur s'apprête à déposer le panier de roses aux pieds de la maîtresse du domaine.
Celle-ci fait sa toilette. Appuyée à gauche sur une colonne, « comme Vénus », elle se fait présenter des bijoux par une domestique,. La posture de la femme est semblable à la représentation de la Vénus à la colonne. Jambes croisées, elle est vêtue d'une « robe claire, blanc-rose », un bandeau dans les cheveux et des pendentifs aux oreilles. Elle semble « soucieuse uniquement d'être élégante et coquette » et porte un chignon et un diadème. Elle tient dans sa main gauche un miroir et s'apprête à prendre un collier que lui tend une servante, juste sorti d'un coffret rectangulaire, peut-être en ivoire et incrusté d'argent. La servante, blonde, est vêtue d'une robe rouge. C'est peut-être la même servante que dans le registre supérieur, possiblement sa « femme de confiance ». Un chien est situé derrière celle-ci, le lévrier étant parfois associé au printemps sur les mosaïques. À ses pieds, une scène mutilée représente la remise de trois poissons par un enfant, courbé, en un « geste apotropaïque et propiatoire ». Derrière la maîtresse se trouvent des rosiers et un fauteuil haut de vannerie couvert d'un coussin. Cette scène comporte des manques importants.

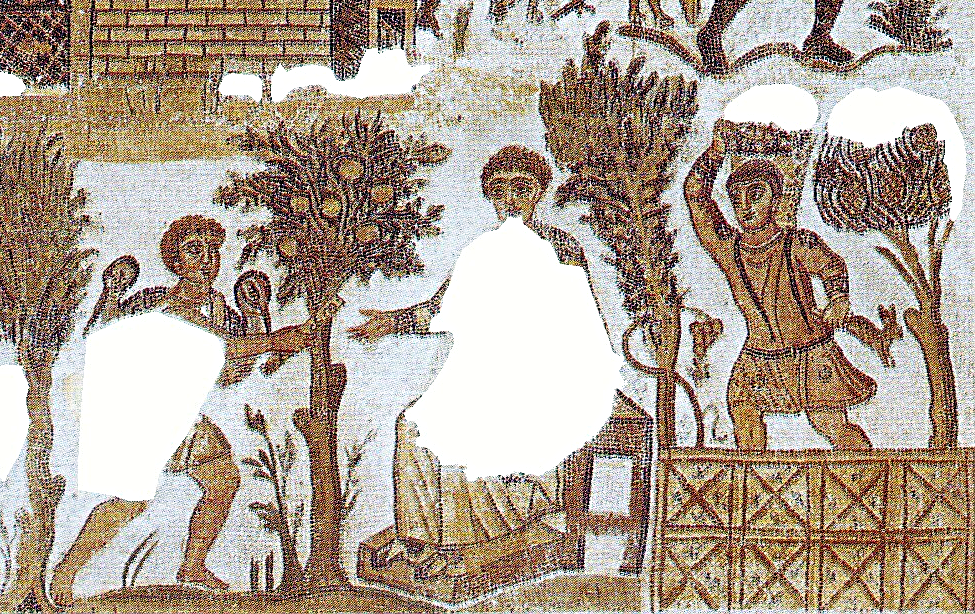
Détail du registre inférieur avec le seigneur Julius et la scène viticole.

La scène située à droite se déroule en automne. Le maître du domaine est assis à droite sur un banc, dans un verger, dont les arbres sont séparés par plusieurs personnages : ces arbres sont peut-être un cognassier, un pommier, un orme qui sert de support pour un cep de vigne et un pin. Le maître est tête nue et possède une tunique blanche, « longue et ample », et des chaussures blanches. Cependant, le personnage est mutilé et ressemble au cavalier partant pour la chasse situé sur la partie gauche du registre médian. Deux personnages accompagnent le maître comme le personnage féminin.
Un serviteur, peut-être un paysan aux cheveux blonds et qui a derrière lui des oiseaux (des grues sur son épaule gauche selon Merlin, tend au maître une lettre sur laquelle on lit D(omi) no Ju(lio) (Au seigneur Julius), ou IV en lettres capitales et DOM en lettres onciales. Le courrier est peut-être issu d'un voisin ou de membres du domaine,. La lettre est le signe que la personne et le domaine sont réels selon Mohamed Yacoub. Les grues sont des cadeaux et il reçoit une lettre, interprétée par Alfred Merlin comme « peut-être […] un rapport sur les résultats de l'exploitation » : le maître du domaine est mis en scène assis, placé sur une petite estrade, dans une « attitude hiératique et figée », « déjà celle d'un seigneur féodal ».
La partie droite est occupée par un personnage vêtu d'une tunique rouge et d'un bonnet, une scène liée aux vendanges et à l'automne. Un cep de vigne court le long d'un arbre et un domestique, qui porte derrière le dos un panier, est occupé à presser le raisin et tient de sa main gauche un lapin ou un lièvre, « capturé sans doute dans la vigne », par les pattes postérieures,. Le lièvre souhaitait peut-être manger du raisin et le personnage, « tout fier [...] vient le montrer ». Merlin indique que les parties inférieures des jambes sont masquées par une balustrade. La présence du seigneur se justifie peut-être par la nécessité de superviser les vendanges.

## Interprétation
Le pavement est une source importante de compréhension de la vie d'un domaine avec d'un côté les bâtiments et les éléments du paysage, et de l'autre les personnages représentés ainsi que les relations sociales entre eux. La mosaïque du seigneur Julius est « le plus complet [...] sur la vie de l'aristocratie africaine durant la période du Bas-Empire romain ». C'est « le document le plus complet qui nous soit parvenu sur la vie quotidienne de l'Afrique dans le courant du IVe siècle et jusqu'au début du Ve siècle ».

### Document sur l'organisation sociale de l'Afrique tardive
L'Afrique est toujours riche au IVe siècle, la mosaïque témoignant de « la prospérité de l'Afrique jusqu'à une période tardive » et de l'« art de vivre » des aristocrates. De riches propriétaires dominent alors l'Afrique, la crise économique de la fin du IIIe siècle ayant détruit la classe de petits propriétaires qui se retrouvent « sous la protection d'un grand seigneur ». La situation sociale de ces personnes déclassées est difficile et le quotidien « misérable », comme en témoigne la hutte de chaume qui tranche fortement avec la demeure du seigneur. Il existe alors un grand « contraste entre riches et pauvres », qui apparaît dans l'apparence des personnages représentés. L'œuvre donne des informations sur la façon de se vêtir ou la coiffure. Certains vêtements peuvent se retrouver sur des mosaïques tombales des IVe et Ve siècles dont celles de Tabarka ou Sfax. La mosaïque est un témoignage des inégalités sociales présentes sur un domaine et, dans le contexte dégradé de la période de troubles de l'Antiquité tardive, la demeure du seigneur doit cependant permettre de mettre en sécurité « tout le personnel du domaine ».

Mosaïque d'une matrone, Châtelaine à sa toilette, provenant des thermes privés de Sidi Ghrib,.

L'aristocratie habite à l'époque de la mosaïque à la campagne selon Hédi Slim. Selon David Parrish, suivant les Correspondances de saint Augustin, l'aristocratie terrienne alternait une résidence à la campagne et en ville. Yann Le Bohec considère que les riches aristocrates avaient eu de tout temps une résidence en ville et une autre à la campagne mais, à partir de la Tétrarchie, de nombreux aristocrates demeurent à la campagne, « près des sources de revenus ». Les mosaïques « montrent en ville la demeure de la campagne » et témoignent de l'absence de « frontière véritable entre ville et campagne ». La mosaïque du seigneur Julius est découverte, comme bien d'autres œuvres sur la même thématique, dans une habitation urbaine. L'alternance entre les deux types d'habitat est peut-être saisonnière et liée au climat, au printemps et en automne, et donne lieu à une cérémonie de dons de présents aux propriétaires. Au printemps, cette venue coïncide avec la fête des Rosalia en mai, pour laquelle la maitresse s'apprête peut-être. Les vendanges sont réalisées quant à elles en septembre et une fête se tient alors, ce qui explique les vêtements d'apparat portés par les propriétaires. Hors de ces périodes, le maître passe une grande partie de son temps à chasser. Ses vêtements paraissent semblables sur les diverses représentations et font supposer une simultanéité des événements. En été, la vie culturelle et sociale dans les villes est intense et l'aristocratie doit donc être en ville pour en profiter. En hiver et en été, les propriétaires ne sont pas là, sans doute non loin de la mer, la présence de la propriétaire figurée étant donc sans doute symbolique comme le laisse entendre la séparation du personnage des scènes par des arbres. Les offrandes remises en hiver et en été sont destinées à figurer les profits tirés de l'exploitation. La vie de l'aristocratie africaine du Bas-Empire romain est liée au rythme des saisons, les offrandes ayant pour objet d'affirmer la situation sociale des propriétaires. Les cérémonies ayant lieu au sein de l'œcus invitent à évoquer « le recours à des filtres sociaux hiérarchisés lors des réceptions », qu'elles concernent les amis ou les personnes travaillant sur le domaine.
Le maître de l'exploitation s'intéresse à son domaine « sans trop s'y mêler ». La chasse est « la passion favorite du seigneur », son épouse n'étant pas en reste avec la représentation de ses activités,. Le seul gibier disponible dans le domaine ne devait être que le lapin du fait de l'absence de végétation importante. L'aristocratie est rurale à l'époque selon Alfred Merlin, cependant cette vision est caricaturale selon Le Bohec car la période voit le renforcement des liens de patronages sur les humbles, les villas étant le « centre d'une sorte de seigneurie territoriale ». Les aristocrates possèdent de nombreux domaines et ont des « responsabilités sociales et politiques ».
La mosaïque ne donne aucun élément sur les convictions religieuses du propriétaire alors que perdurent « de violents conflits entre le paganisme et le christianisme ». La période du IVe et IVe siècle est aussi troublée par l'affrontement entre chrétiens avec le schisme donatiste issu des conséquences de la Persécution de Dioclétien et qui perdure peut-être jusqu'au VIe siècle.
L'importance de l'œuvre de la mosaïque du seigneur Julius tient moins « à ce qu'elle nous montre qu'à la façon dont elle nous le montre », « ce n'est pas un fragment de la vie d'un grand domaine africain, c'est toute cette vie qu'elle développe à nos yeux ». Paul Veyne écrit que « la mosaïque du seigneur Julius célèbre la vie nobiliaire du propriétaire et de sa dame, les plaisirs de la campagne, les travaux des champs et le beau manoir du maître ». Les mosaïques sont l'« expression d'un idéal aristocratique traditionnel » et se pose donc la question de leur réalisme.

### Document sur la vie économique d'un grand domaine de la fin de l'Antiquité
La mosaïque est rapidement considérée comme très intéressante pour documenter les grands domaines et la vie de ces domaines, même si le thème n'est pas inédit comme le montrent la mosaïque des bains de Pompeianus à Oued Athmenia (actuelle Algérie) ou les mosaïques de Tabarka, ainsi la mosaïque qui figure une bergère filant la laine. Ce genre de mosaïque continue à être réalisé tout au long du Ve siècle. Les mosaïques de Tabarka, issues d'une salle à triple abside, évoquent les éléments du domaine : villa urbana (zone résidentielle), villa rustica comprenant des espaces de stockage et des ateliers et villa fructuaria, « lieu de collecte et de déchargement des produits comestibles ainsi [que] lieu de commercialisation ». Cette division de l'exploitation est décrite par Columelle (I, 6). La mosaïque du seigneur Julius ne présente que la pars urbana du domaine.

Détails de la mosaïque de Tabarka, dans le Catalogue du musée Alaoui de 1898.
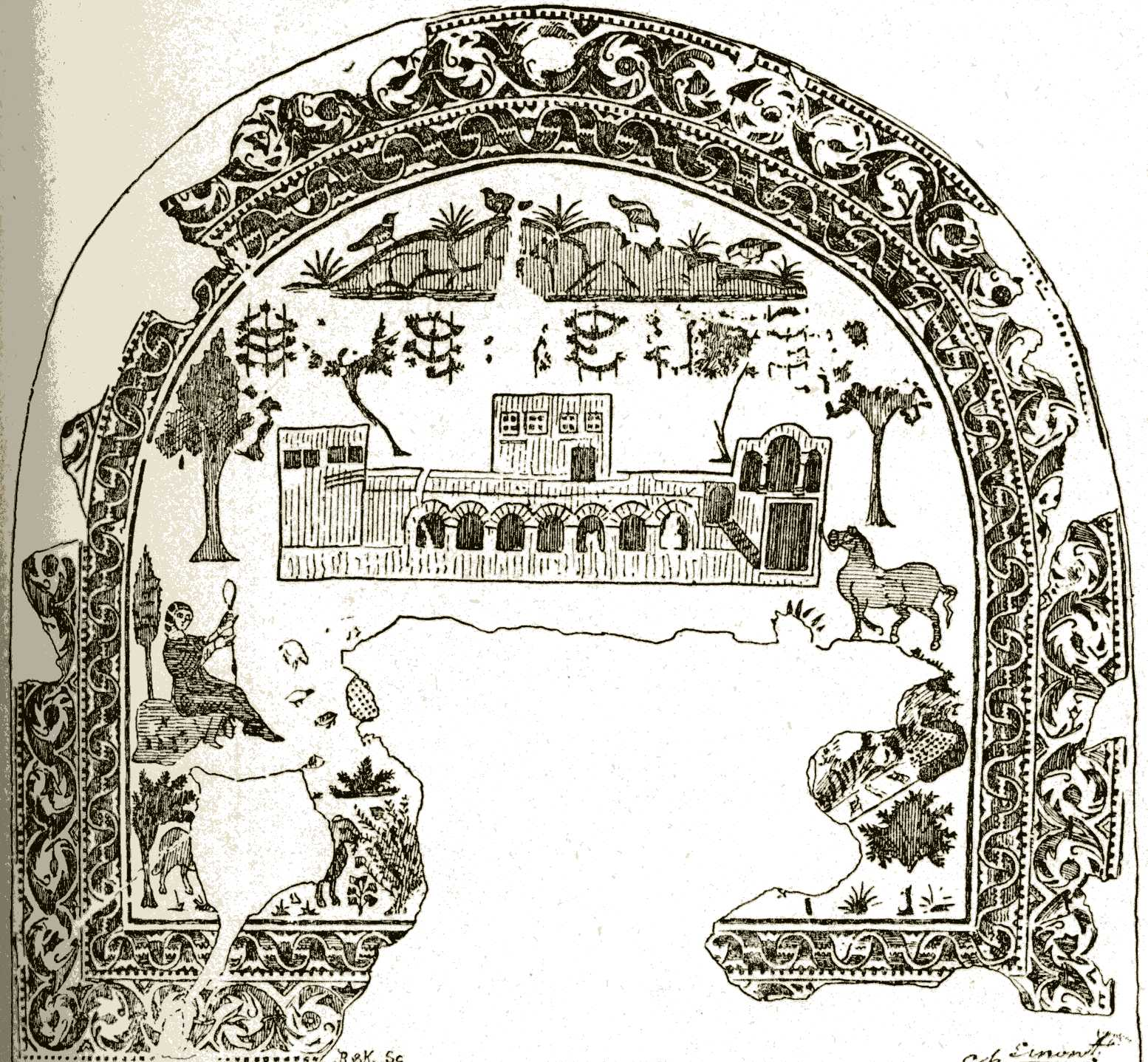
Mosaïque figurant une bergère filant et une villa à tours et à galerie à arcades.
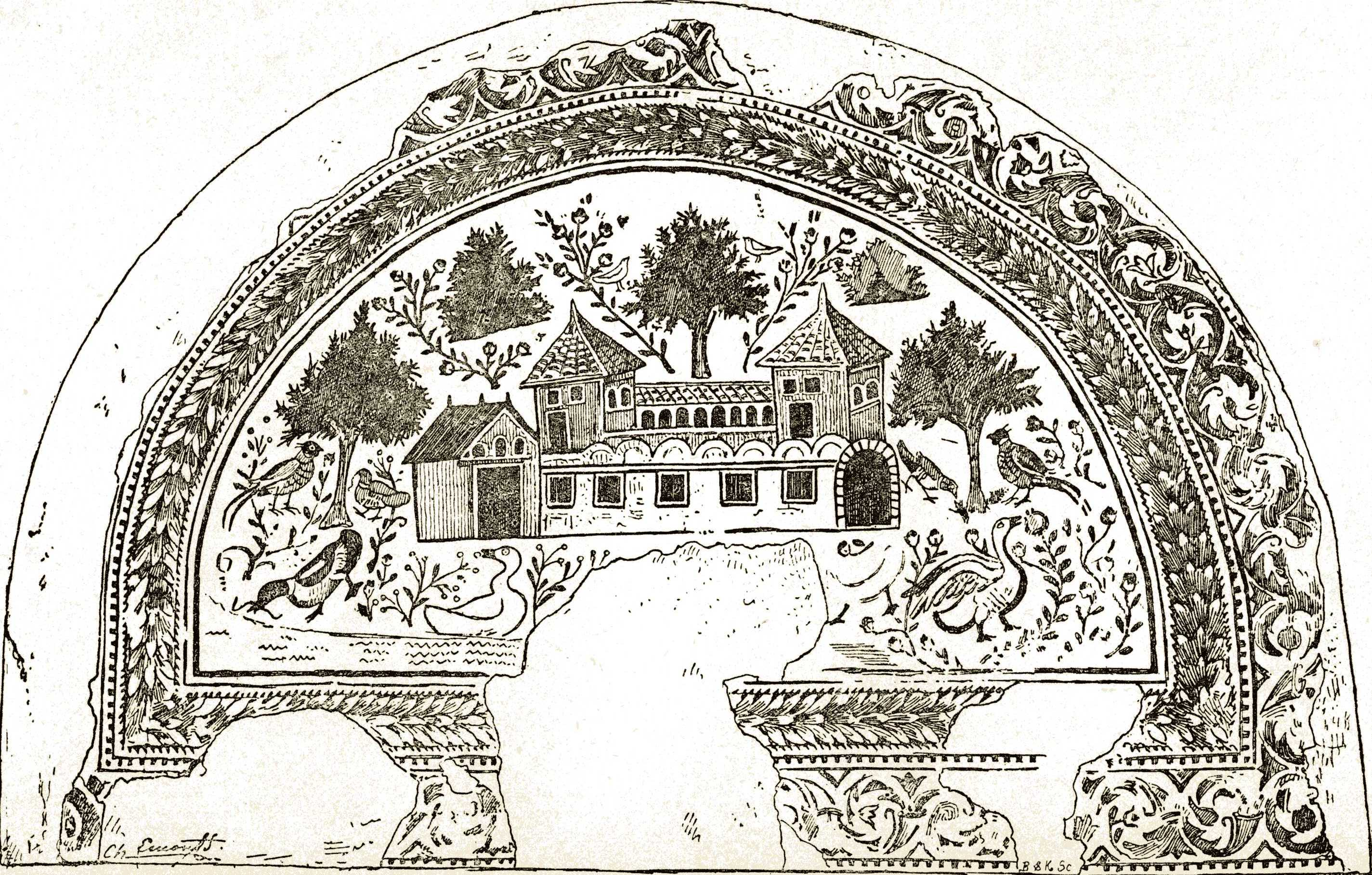
Mosaïque figurant une partie d'un grand domaine avec des oiseaux et des arbres.
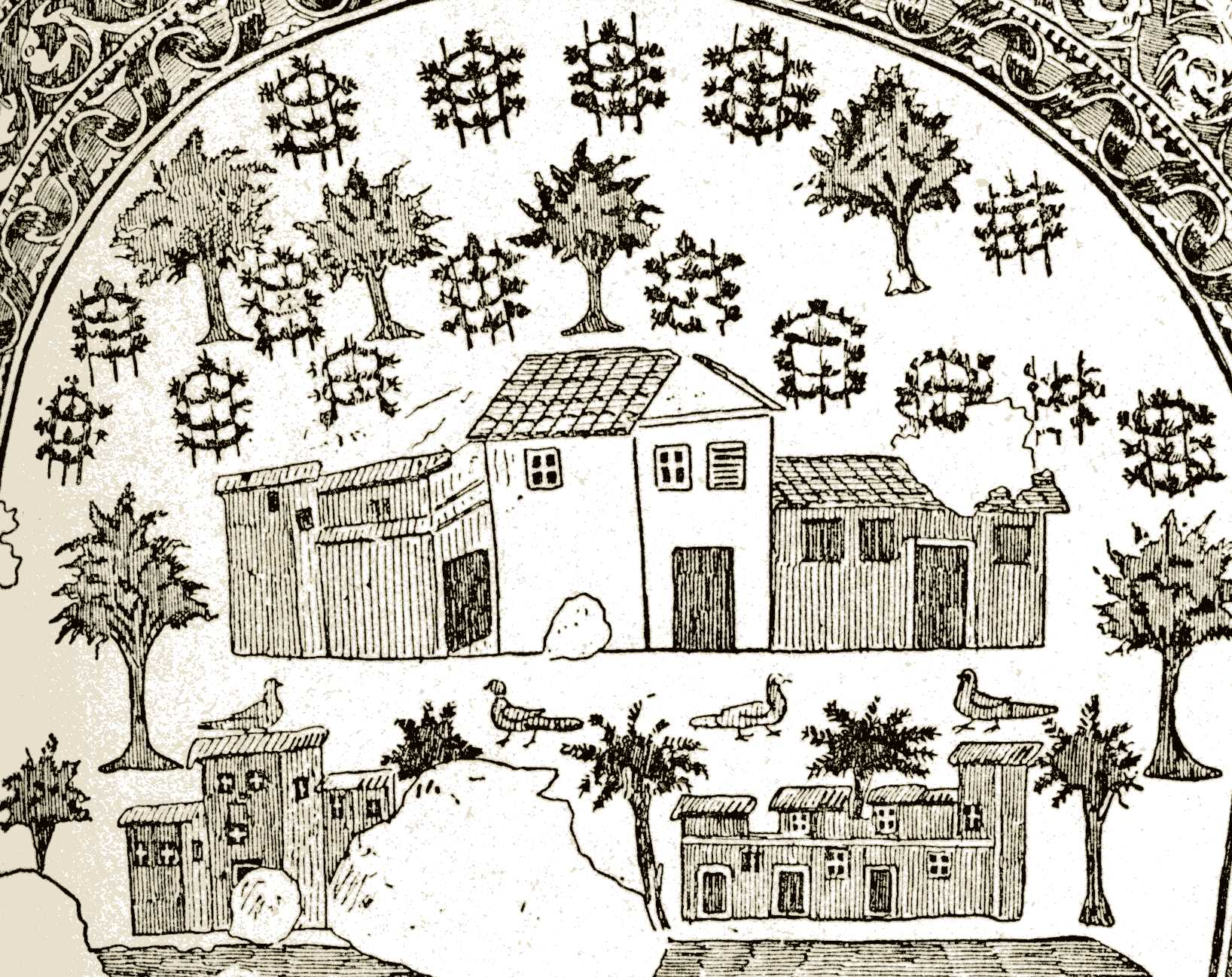
Mosaïque figurant une partie d'un grand domaine avec des bâtiments, des vignes et des arbres fruitiers.

Les domaines agricoles sont souvent présentés sur des mosaïques africaines, exaltant « les valeurs aristocratiques associées dans les représentations des Romains à la possession foncière », dont treize exemplaires connus ont été découverts dans un contexte très majoritairement urbain. Cette œuvre datée de la fin du IVe ou du début du Ve siècle est considérée par Mohamed Yacoub comme le document le plus complet sur l'économie et la société de l'Afrique romaine. La mosaïque évoque « les Travaux et les Jours » du domaine, le maître et sa famille étant entourés des serviteurs et métayers. Selon Yacoub, le domaine du seigneur Julius était situé non loin de Carthage,, même si l'emplacement en est inconnu.
Les campagnes de l'Afrique romaine sont intégrées au réseau des échanges de la province, permettant l'autosuffisance des cités et la commercialisation des produits. Le parc comportait des palmiers, des cyprès, des vergers et des fleurs. Le domaine exploite les olives, les céréales, l'élevage et la vigne,, la polyculture sans les céréales selon Hédi Slim, tous les éléments nécessaires « à une économie fermée ». Le domaine comporte en outre des jardins d'agrément.
La mosaïque met en valeur les propriétaires du domaine par la représentation du quotidien : ils reçoivent « les prémices des récoltes et des produits de la chasse et de la pêche ». Les représentations des scènes de chasse et de domaines ruraux sont répandues en Afrique romaine. Le symbolisme issu de l'œuvre évoque la richesse et la prospérité du propriétaire du domaine. Le développement de ces grands propriétaires est l'un des éléments caractéristiques de l'économie de l'Afrique tardive. Georges Fradier signale que les terres sont mises en valeur « par de modestes colons, des petits propriétaires, une foule d'esclaves et d'ouvriers - bref, des gens qui ne commandaient pas de mosaïques ».

### Œuvre originale, produit d'une tradition installée dans le monde romain et d'une tradition locale nord-africaine
Les spécialistes des mosaïques ont mis en avant l'importance des modèles importés dans les œuvres et l'ajout d'éléments liés à l'observation de la réalité locale, ces éléments locaux semblant prépondérants dans la mosaïque du seigneur Julius.

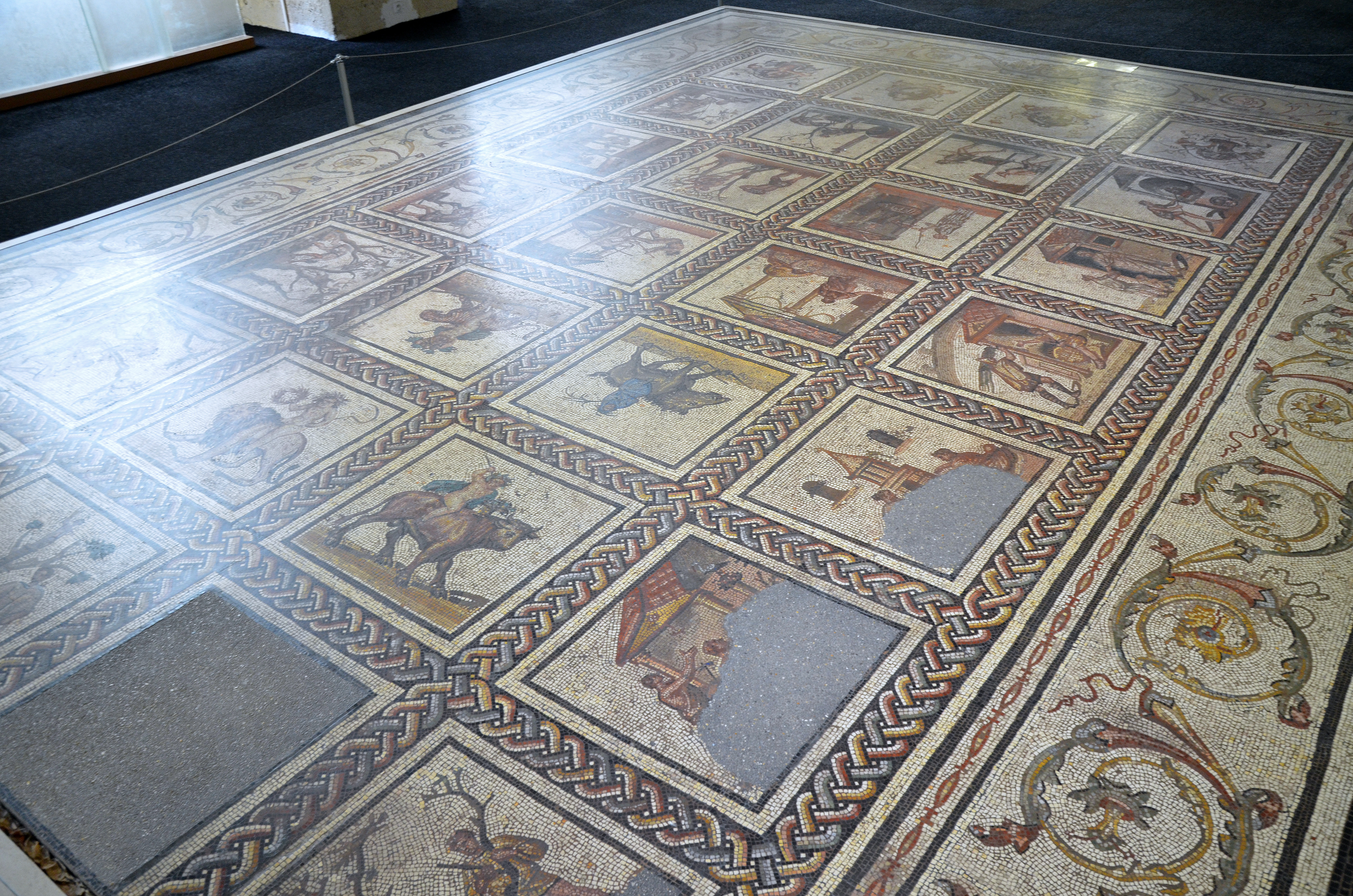
Vue générale d'une mosaïque des saisons de Saint-Romain-en-Gal.

La façon de présenter les activités rurales est sans équivalent dans l'art de la mosaïque. L'œuvre reproduit dans les scènes de cueillettes d'olives et de chasse des prototypes souvent utilisés. Certaines études historiques ont identifié certains mois précis aux motifs présents dans la mosaïque, mars et juin selon Doro Levi et mai et août selon Gunilla Äkerström-Hougen. La mosaïque de Saint-Romain-en-Gal, conservée au musée d'Archéologie nationale de Saint-Germain-en-Laye présente les travaux des champs dans des panneaux assemblés autour de panneaux personnifiant les saisons sous forme de personnages masculins.
La mosaïque du seigneur Julius est « le produit d'une pure tradition locale nord-africaine ». La représentation des travaux des champs est une tradition ancrée depuis le IIe siècle même si la figuration des saisons constitue une originalité. Les scènes du printemps et de l'automne représentent les activités du couple de propriétaires, alors que les scènes de l'été et de l'hiver présentent des scènes de travaux davantage populaires. Le thème des Quatre Saisons se trouve adapté par le mosaïste : il intègre le thème et l'adapte au contexte africain avec un paysage local.